# 朝日村 (愛知県)
朝日村（あさひむら）は、かつて愛知県中島郡にあった村。合併で尾西市を経て、現在の一宮市南西部に該当する。
木曽川東岸の村である。東加賀野井は1887年（明治20年）に岐阜県から編入された。

## 歴史

### 朝日村の成立
1906年（明治39年）5月、玉野村、祐賀村、上祖父江村、明地村と大徳村の一部（大字西萩原・蓮池）が合併して成立した。村名について『朝日村誌』によれば、各村とも自村に関連する名称を提案してまとまらなかった。会議の時、約1年前の日本海海戦の回顧録を記した新聞があり、記事では戦艦「朝日」の功績が称えられていた。その場に戦艦「朝日」に乗艦していた村出身者がいたこともあって、村名を「朝日」とする案が出た。ついに意見がまとまり、「朝日村」として発足したという。

### 行政区画の変遷
- 1906年（明治39年）5月10日 - 玉野村、祐賀村、上祖父江村、明地村と大徳村の一部[注 1]が合併し、朝日村となる[3]。
- 1955年（昭和30年）1月1日 - 起町と合併し尾西市となる[3]。

## 交通
- 名古屋鉄道尾西線
  - 玉野駅

## 出身有名人
- 市川房枝【旧・明地村】（女性運動家・参議院議員）
- 花子【旧・上祖父江村】（本名：太田ひさ／彫刻家ロダンのモデルとなった日本人女優）
- 市川金三郎・市川銀三郎 - 象印マホービン創業者